# Аристов, Даниил Сергеевич
Даниил Сергеевич Аристов (27.01.1979 — 03.10.2022) — российский палеоэнтомолог. Доктор биологических наук (2017). С 2001 года работал в Палеонтологическом институте имени А. А. Борисяка РАН (г. Москва, Россия). Открыл и описал впервые для науки более 500 новых видов и других таксонов ископаемых организмов.

## Биография
Родился 27 января 1979 года. Окончил в 2001 году биологический факультет Пермского университета. По окончании вуза в Палеонтологическом институте (Москва), где проработал с 2001 по 2022 году (до 2004 аспирант).
Умер 3 октября 2022 года.

## Труды
В 2017 году защитил докторскую диссертацию:

«Ранняя эволюция примитивных гриллоновых насекомых : инфракласс Gryllones, Insecta» : диссертация … доктора биологических наук : 25.00.02 / Аристов Даниил Сергеевич; [Место защиты: Палеонтол. ин-т А. А. Борисяка РАН]. — Москва, 2017. — 238 с. : ил.
Внёс крупный вклад в палеоэнтомологию. Открыл и впервые для науки описал многие новые таксоны (более 400 новых видов, более 180 новых родов, около 20 семейств) ископаемых организмов, в том числе:
семейства
- Babalidae  Aristov, 2020[2]
- Ctenoptilidae  Aristov, 2014[3]
- Doubraviidae  Aristov, 2015[4]
- Issatermidae  Aristov, 2018[5]
- Ivapteridae Aristov, 2009[6]
- Kargalellinae  Aristov, 2004
- Kargalopteridae  Aristov, 2009[7]
- Mutoviidae  Vršanský & Aristov, 2012[8]
- Neraphidiidae  Aristov, 2014[3]
- Parmapteridae  Aristov & Rasnitsyn, 2015[9]
- Permopectinidae  Aristov, 2005
- Permulidae Aristov & Storozhenko, 2011[10]
- Prygidae Aristov and Rasnitsyn, 2014[11]
- Soyanopteridae Aristov, 2011
- Sylvabestiidae Aristov, 2000[12]
- Tshekardominidae  Novokshoniv & Aristov, 2002[13]
- Uralopriscinae  Aristov & Storozhenko, 2010[14]
- Visheriferidae  Novokshonov, Ivanov & Aristov, 2002[15]

роды
- Aiban Aristov, 2018
- Kamamica Aristov and Rasnitsyn, 2014
- Kazanalicula Aristov & Storozhenko, 2011
- Kungurembia Aristov, 2004
- Mezenalicula Aristov & Storozhenko, 2011
- Parapryg Aristov and Rasnitsyn, 2014
- Permedax Aristov, 2004
- Pryg Aristov and Rasnitsyn 2014
- Sibestia Aristov, 2018
- Udembia Aristov, 2018[5]
- Vokhmia Aristov, 2018
- Votyak Aristov, 2018

виды
- Alexarasnia limbata  Aristov, 2016
- Aniburia hirta  Sukatsheva & Aristov, 2022
- Chauliodites eskovi  Aristov, 2011
- Grant viridifluvius Aristov, 2018 (Alienopteridae)
- Iva permiana  Aristov, 2015
- Karga sakmarica  (Aristov, 2009)
- Klyazmia karasevi  Aristov, 2013
- Mastotermes nepropadyom  Vršanský & Aristov, 2014[16]
- Pryg absurdus Aristov and Rasnitsyn 2014
- Prorhyacophila rasnitsyni  Sukatsheva & Aristov, 2013
- Shurabia annosa  Aristov, 2004
- Sojanopermula edemskii (Aristov & Storozhenko, 2011)
- Sojanopermula minor Aristov, 2004[17]
- Sojanopermula rasnitsyni Aristov & Storozhenko, 2011
- Sojanopermula tshekardensis Aristov, 2004
- Tillyardembia zalazna Aristov, 2018[5] (Tillyardembia)
- Tshekardites comitialis  Aristov, 2004
- Visherifera sylvaensis  Aristov, 2004
- Vologdoptera maculosa  Aristov, 2009
- другие

## Признание
В честь Д. С. Аристова были названы новые виды животных, в том числе:
- Aristovia daniili Storozhenko & Gröhn, 2023 (Grylloblattida, Aristoviidae)[18]
- Fractalia aristovi Vršanský, 2021 (Blattodea, Fractaliidae)[19]
- Madygella aristovi Kopylov, 2014 (Hymenoptera, Xyelidae)[20]
- Poinarinius aristovi Legalov et Háva, 2022 (Coleoptera, Bostrichidae)[21]
- Tetracoleus aristovi Ponomarenko, 2018 (Coleoptera, Tricoleidae)[22]